# Astronomía india
La astronomía india se refiere a la astronomía practicada en el subcontinente indio. Tiene una larga historia que se extiende desde la prehistoria hasta la época moderna. Algunas de las primeras raíces de la astronomía india pueden fecharse en el período de la civilización del valle del Indo.
La astronomía se desarrolló como una de las seis vedangas, o ‘disciplinas védicas’ asociadas con el estudio del texto épico-mitológico Rig-veda, que data del 1500 a. C.
El texto de astronomía india más antiguo conocido es el Vedanga-yiotish, del 700 al 600 a. C.).
La astronomía india fue influenciada por la astronomía griega a partir del siglo IV a. C.,
por ejemplo, por el Iávana-yataka (‘el nacimiento [carta astral] de los jonios [griegos]’)
y el Romaka-siddhanta (‘la doctrina romana’), una traducción sánscrita de un texto helénico, posiblemente del siglo I a. C.
La astronomía india floreció en los siglos V y VI con Aria-bhata (476-550), cuya obra, el Aria-bhatía (510) representó la cúspide del conocimiento astronómico de la época. El Aria-bhatía se compone de cuatro secciones que cubren temas como unidades de tiempo, métodos para determinar las posiciones de los planetas, la causa del día y la noche y varios otros conceptos cosmológicos.
Posteriormente, la astronomía india influyó significativamente en la astronomía musulmana, la china, la europea y otras.
Otros astrónomos de la era clásica que profundizaron en el trabajo de Aryabhata incluyen a 
Varaja Mijira (505-587),
Brahmagupta (590-670) y
Lalla (720-790).
Una tradición astronómica india nativa identificable permaneció activa durante todo el período medieval y hasta los siglos XVII y XVII, especialmente dentro de la escuela de astronomía y matemáticas de Kerala (en el sur de la India).